# Ellis, Beggs & Howard

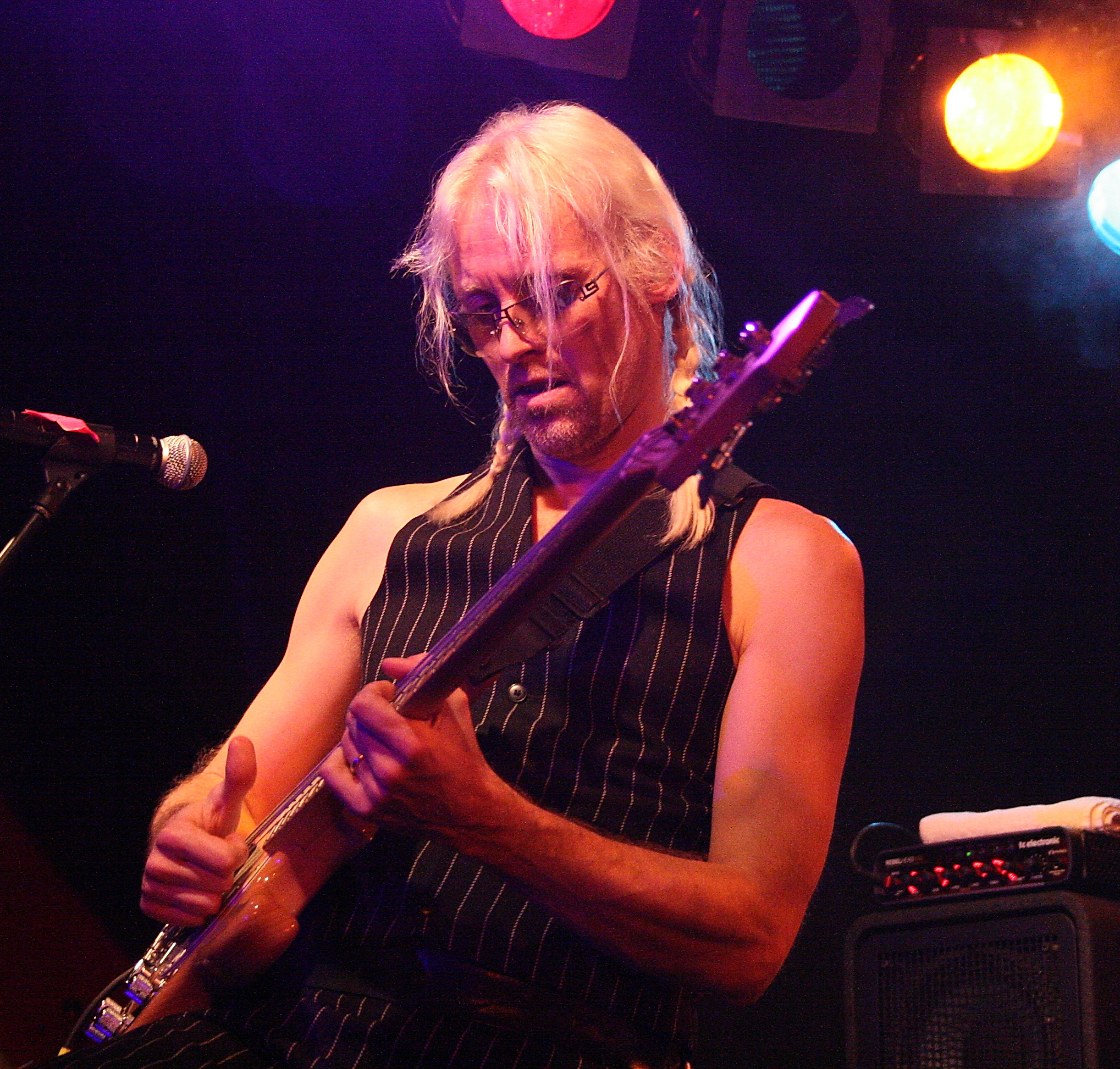
Nick Beggs, 2008

Ellis, Beggs & Howard war eine britische Popgruppe aus London, die 1987 von dem Sänger Austin Howard, dem Keyboarder Simon Peter Ellis und dem Bassisten Nick Beggs (* 15. Dezember 1961 in Winslow, Buckinghamshire, England) gegründet wurde.

## Werdegang
Simon Ellis wollte ursprünglich Profifußballer werden, studierte dann aber Grafik. Nick Beggs war bis 1985 Mitglied der Gruppe Kajagoogoo. Austin Howard, der auch als Model und Chorsänger tätig war, gründete 1983 mit den Sängerinnen Yasmin Evans und Suzette Smithson ein Trio namens The Biz, das mit dem Lied We’re Gonna Groove Tonight einen Achtungserfolg hatte. Die Familiennamen der drei Protagonisten bildeten den Bandnamen: Ellis, Beggs & Howard. Neben Simon Ellis, Nick Beggs und Austin Howard waren außerdem Robbie France (Schlagzeug) und Paul Harvey (Gitarre) weitere Mitglieder der Band.
Die erste, im Juni 1988 veröffentlichte Single Big Bubbles, No Troubles wurde in vielen europäischen Ländern zum Hit und erreichte zum Beispiel Top-20-Platzierungen in Deutschland, Österreich und der Schweiz. Die Folgesingle Where Did Tomorrow Go? und das Album Homelands waren Ende des Jahres mittlere Charterfolge in Deutschland. Obwohl es nach dem Misserfolg von Homelands in England zu erheblichen Spannungen innerhalb der Band kam, nahmen Ellis, Beggs & Howard zwischen 1990 und 1992 im eigenen Studio in London neun weitere Stücke auf, die bis heute nie offiziell veröffentlicht wurden – wenngleich der Titel Chocolate Coated Money um 1991 in einigen Londoner Clubs gespielt wurde. Nach der Fertigstellung dieser Tracks löste sich die Band auf. Nick Beggs veröffentlichte das aufgenommene Material schließlich 1997 als handsignierte CD-R mit dem Titel The Lost Years Vol. 1. Weitere auf diesem Release mitwirkende Musiker sind Warren Cuccurullo (Gitarrist bei Frank Zappa von 1979 bis 1981, später bei Duran Duran) und Robert Fripp.

## Diskografie

### Alben
- 1988: Homelands
- 1997: The Lost Years Vol. 1

### Singles
- 1988: Big Bubbles, No Troubles
- 1988: Bad Times
- 1988: Where Did Tomorrow Go?